# Manlio Orobello
Manlio Orobello, né à Salemi le 7 mai 1943, est un homme politique italien. Membre du Parti socialiste italien, il est maire de Palerme de décembre 1992 à avril 1993.

## Biographie
Originaire de Salemi, Manlio Orobello est diplômé en géologie, matière qu'il enseigne à l'Istituto Istruzione Secondaria Superiore "Gioeni Trabia" à Palerme.
Membre du Parti socialiste italien, il en est l'un des principaux représentants palermitains comme secrétaire général du parti pour Palerme et pour sa province, et membre du conseil national du PSI. En 1989, sa gestion est contestée par le président de l'Assemblée régionale sicilienne Salvatore Lauricella et de l'assesseur régional Turi Lombardo, tenant de l'aile gauche, qui démissionnent de leurs fonctions politiques. Représentant des élus socialistes palermitains, il participe à l'opposition à la municipalité de Leoluca Orlando dont il conteste la réélection en juillet 1990 grâce aux voix communistes et écologistes.
Manlio Orobello est successivement élu conseiller provincial et conseiller municipal, puis devient en juin 1992 vice-maire du maire Aldo Rizzo auquel il succède le 4 décembre suivant, à la tête d'une alliance entre les trois principales forces représentées dans l'assemblée : trois assesseurs socialistes, 11 démocrates-chrétiens et 2 libéraux, dont le sous-secrétaire aux finances Stefano De Luca. Cette majorité d'opportunité permet d'éviter la dissolution du conseil municipal et de retarder l'application de la nouvelle loi introduisant l'élection directe du maire.
Il est rapidement contraint à la démission avec 10 de ses 16 adjoints, face à la décision de Sergio Mattarella, responsable provinciale de la DC, de retirer le soutien de son parti, actant la paralysie de l'administration qui n'a voté aucune résolution ni le budget 1993. Il est remplacé par un commissaire extraordinaire dans l'attente de l'élection directe du maire en novembre 1993.
En 1998, il est suspecté d'avoir truqué des marchés au profit de la mafia, aux côtés de nombreux responsables politiques siciliens : les anciens députés régionaux DC Francesco Canino et Franz Gorgone, l'ancien parlementaire DC, Francesco Spina, les présidents de la Province de Palerme, Girolamo Di Benedetto et Francesco Caldaronello, l'ancien secrétaire provincial de la Cisl de Trapani, Vincenzo Gullo, les entrepreneurs Romano Tronci, Giuseppe Crini et Giovanni Bini. Il est incarcéré un an à la prison de l'Ucciardone. Il est finalement innocenté neuf ans plus tard.